# Cordillère Royale
La cordillère Royale (cordillera Real en espagnol) est un massif montagneux des Andes situé dans l'altiplano bolivien, à l'est de la capitale La Paz et au sud-est du lac Titicaca.

## Géographie
La cordillère Royale est intégrée dans l'ensemble de la cordillère Orientale et dresse ses sommets glacés au-dessus de l'Altiplano. Malgré la proximité de l'équateur, la cordillère Royale est largement couverte de glaciers en raison de la proximité de l'Amazonie et aux masses d'air humide associées.
Elle a une longueur de 125 km au Nord-Est de la Bolivie. De nombreux sommets dépassent les 6 000 m.
La cordillère Royale a perdu 37 % de sa surface glaciaire entre 1980 et 2020.

### Sommets principaux
Le massif possède notamment comme sommets de plus de 6 000 mètres d'altitude :
- le Pico del Norte (de) (6 070 m) ;
- l'Illampu (6 368 m) ;
- l'Ancohuma (6 427 m) ;
- le Chachacomani (en) (6 074 m) ;
- le Huayna Potosí (6 088 m) ;
- le Nevado Illimani (6 462 m).
- le Chearoco (6 127 m).

Le Chacaltaya (5 395 m) fait également partie de la cordillère Royale.

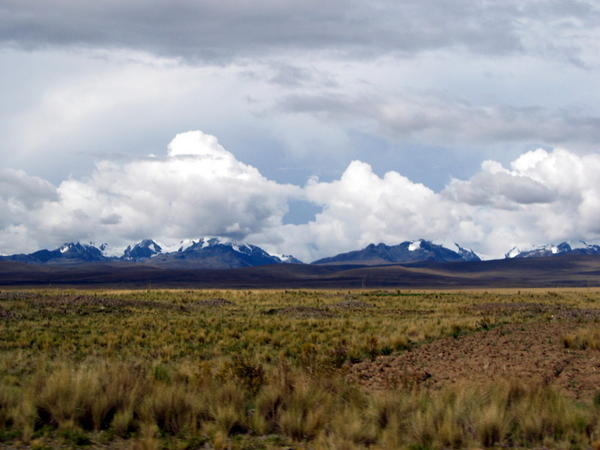
Vue d'une partie de la cordillère depuis l'altiplano à l'ouest, à l'approche de La Paz depuis Puno.

## Histoire
La cordillère Royale est pour la première fois explorée en 1898 par l'Anglais William Martin Conway avec les guides Ange et Jean-Antoine Maquignaz et Louis Pellissier. Ils gravissent le sommet sud du Nevado Illimani et dressent la première carte topographique du massif qui paraît en 1901 sous le titre The Bolivian Andes.